# Barthélémi Chuet
Barthélémi Chuet, noto anche come Barthélemy Chuet (... – Nizza, 1501), è stato un vescovo cattolico svizzero.
È stato vescovo di Nizza dal 1462 al 1501. È stato anche amministratore apostolico della Losanna dal 1469 al 1471.
Barthélémi è citato nel 1443. La famiglia proveniva dal Delfinato. Prese il baccalaureato in diritto canonico e fu ordinato presbitero nel 1443.
Dal 1444 al 1454 fu cappellano e segretario del duca Luigi di Savoia.
Divenne vescovo di Nizza nel 1462, e nel 1469 fu nominato amministratore della diocesi di Losanna, carica che lasciò nel 1472, mantenendo sempre la carica di vescovo di Nizza fino alla sua morte.